# Idalus multicolor
Idalus multicolor är en fjärilsart som beskrevs av Rothschild 1909. Idalus multicolor ingår i släktet Idalus och familjen björnspinnare. Inga underarter finns listade i Catalogue of Life.